# Canthon orfilai
Canthon orfilai är en skalbaggsart som beskrevs av Martinez 1949. Canthon orfilai ingår i släktet Canthon och familjen bladhorningar. Inga underarter finns listade.